# Brendan Rodgers
Brendan Rodgers (Carnlough, 26 januari 1973) is een Noord-Iers voetbaltrainer en voormalig profvoetballer.

## Spelerscarrière
Rodgers speelde bij het Noord-Ierse Ballymena United. Ook speelde hij in Engeland bij Reading maar door een zware blessure zag hij zijn carrière vroegtijdig op de klippen lopen. Hij was op dat moment twintig jaar oud en had nog geen enkele minuut gespeeld voor zijn nieuwe club Reading. Na zijn professionele carrière voetbalde Rodgers nog bij Newport, Witney Town en Newbury Town.

## Trainerscarrière
Na zijn blessure ging hij aan de slag als jeugdtrainer bij Reading in 1995. Rodgers werd in 2004 door Chelsea-trainer José Mourinho persoonlijk benaderd om als jeugdtrainer aan de slag te gaan. Bij Chelsea waren ze zeer tevreden over zijn werk en hij werd gepromoveerd tot trainer van de reserves in 2006. Op 24 november 2008 werd Rodgers benoemd als trainer van Watford, dat op dat moment actief was in de Football League Championship. In juni 2009 werd Rodgers trainer van Reading, waar hij in december van datzelfde jaar al zijn ontslag indiende wegens teleurstellende resultaten. Op 16 juli 2010 begon het succesverhaal van Rodgers bij Swansea City. De club speelde toen in de Football League Championship. Hij leidde Swansea naar een plaats in de play-offs, waarbij de inzet een Premier League-ticket was voor het seizoen 2011/12. In de finale werd zijn oude club Reading met 4–2 verslagen. Swansea beleefde een rustig seizoen in de Premier League en stuntte af en toe weleens. In januari 2012 won het voor het eerst buitenshuis en versloeg het thuis Arsenal met 3–2. Ook werd Chelsea met een 1–1 uitslag in bedwang gehouden. Deze mooie reeks leverde Rogers de prijs Premier League Manager of the Month van januari op. Aan het eind van het seizoen vertrok Rodgers naar Liverpool. In het seizoen 2013/14 eindigde Rodgers met Liverpool tweede in de Premier League, twee punten achter kampioen Manchester City. Op 4 oktober 2015 maakte Liverpool bekend dat Rodgers was ontslagen wegens tegenvallende resultaten. Zijn vervanger was de van Borussia Dortmund overgekomen Duitser Jürgen Klopp. Op 20 mei 2016 werd Rodgers benoemd tot hoofdtrainer van Celtic, als opvolger van Ronny Deila. Met die club was hij uiterst succesvol. Celtic won op zaterdag 19 mei 2018, net als het voorgaande seizoen (2016/17), na de Scottish League Cup en de landstitel ook de Schotse beker. Nooit eerder was een club in Schotland twee jaar op rij goed voor de 'treble'. Op Hampden Park was de ploeg van Rodgers in de bekerfinale met 2–0 te sterk voor Motherwell, dat in november in de eindstrijd om de League Cup met dezelfde cijfers al was verslagen. Voor rust scoorde Callum McGregor met een uithaal vanaf de rand van het strafschopgebied en Olivier Ntcham met een schot van nog iets grotere afstand.

## Erelijst
Als trainer
 Swansea City
- Football League Championship play-offs (1): 2010/11

 Celtic
- Scottish Premiership: 2016/17, 2017/18
- Scottish Cup: 2016/17, 2017/18
- Scottish League Cup: 2016/17, 2017/18, 2018/19

 Leicester City
- FA Cup: 2020/21

Individueel
- Premier League Manager of the Month: januari 2012
- Football League Championship Manager of the Month: februari 2011

1 Schmeichel ·
2 Johnston ·
3 Taylor ·
5 Scales ·
6 Trusty ·
7 Palma ·
8 Furuhashi ·
9 Idah ·
10 Kühn ·
12 Sinisalo ·
13 Yang ·
14 McCowan ·
15 Holm ·
17 Nawrocki ·
20 Carter-Vickers ·
27 Engels ·
28 Bernardo ·
29 Bain ·
38 Maeda ·
41 Hatate ·
42 McGregor  ·
49 Forrest ·
56 Ralston ·
57 Welsh ·
Coach: Rodgers